# Im Wartesaal zum großen Glück
Im Wartesaal zum großen Glück war der erste deutsche Beitrag zum Gran Premio Eurovisione della Canzone Europea (damaliger Name für den Eurovision Song Contest) am 24. Mai 1956 in Lugano. Das Lied stammte von Walter Andreas Schwarz, der das Lied auch als ersten deutschen Beitrag präsentierte.

## Lied
Das Chanson erzählt von den Leuten, die täglich auf das große Glück warten und dabei das Leben im Hier und Jetzt vergessen. Das Lied wurde zusammen mit dem Lied Für 300 Francs von der Plattenfirma Ariola veröffentlicht. Dieses Lied wurde mehr sprechend als singend vorgetragen.

## Deutscher Vorentscheid und Eurovision Song Contest
Die deutsche Vorentscheidung am 1. Mai 1956 in Köln wurde von Heinz Piper moderiert. Neben Walter Andreas Schwarz konnte sich auch Freddy Quinn (So geht das jede Nacht) für den Wettbewerb qualifizieren, da beim ersten Eurovision Song Contest zwei Lieder pro Land zugelassen waren.
Allerdings geht die ARD auf ihrer offiziellen Seite davon aus, dass überhaupt keine Vorentscheidung stattgefunden habe, da sich keiner der genannten Teilnehmer an eine solche Veranstaltung erinnern könne. Die Ausstrahlung der Vorentscheidung wurde allerdings in den Fernsehzeitschriften angekündigt.
Am 24. Mai 1956 war das Lied mit der Startnummer 4 der erste deutsche Beitrag zum Eurovision Song Contest. Es ist unklar, welche Position das Lied erreichen konnte, da nur der Siegertitel Refrain von Lys Assia bekannt gegeben wurde und die restlichen Ergebnisse nicht veröffentlicht wurden. Die Bewertungsunterlagen wurden vernichtet; allerdings geht das Gerücht um, dass dieses Lied den 2. Platz erreicht haben könnte. Auf der Webseite der ARD wird diesem Lied wie jedem anderen Lied der 13. Platz zugewiesen.

## Coverversionen
Coverversionen des Stückes erschienen von:
- Ulf Barbas, auf dem Album Ein’ Ros’ und eine Lilie (1978)
- Ulla Wiesner, auf der Maxi-Single Haut an Haut (1993)
- Manfred Lemm, auf der Kompilation Zwischen den Welten (1994)
- Hannes Wader, auf dem Album Live (2015)
- Donato Plögert, auf dem Album Ein Lied kann eine Brücke sein (2019)
- Stefan Stoppok, auf dem Album Teufelsküche (2024)

## Belege
1. 1 2 3 4  1956: Deutscher Vorentscheid im Kölner Funkhaus auf Eurovision.de
2. ↑  Walter Andreas Schwarz – Im Wartesaal zum großen Glück auf Hitparade.ch
3. ↑  Archivierte Kopie (Memento des Originals vom 27. Oktober 2014 im Internet Archive)  Info: Der Archivlink wurde automatisch eingesetzt und noch nicht geprüft. Bitte prüfe Original- und Archivlink gemäß Anleitung und entferne dann diesen Hinweis.
4. ↑  Single Ariola 35 748 Im Wartesaal zum großen Glück / 300 Francs
5. ↑  Mitschnitt aus dem ESC 1956 auf Youtube
6. 1 2  Vorentscheid im Großen Sendesaal des Funkhauses Köln
7. ↑  Jan Feddersen: Ein Lied kann eine Brücke sein. 1. Auflage. Hoffmann und Campe Verlag, Hamburg 2002, ISBN 3-455-09350-7, S. 374.

| Vorgänger | Beitrag | Nachfolger                          |
| --------- | --- | ----------------------------------- |
| —         | Deutschland beim Eurovision Song Contest 1956 Der andere deutsche Beitrag war So geht das jede Nacht (Freddy Quinn) | Telefon, Telefon (Margot Hielscher) |